# Пайде (міське самоврядування)
Па́йде (ест. Paide linn) — міське самоврядування в Естонії, адміністративна одиниця в повіті Ярвамаа, утворена під час реформи 2017 року шляхом добровільного об'єднання міста-муніципалітету Пайде та волостей Пайде й Роосна-Алліку. Офіційна назва самоврядування, як громадсько-правової юридичної особи, — місто Пайде.

## Географічні дані
Площа самоврядування — 442,9 км2.
На території, що увійшла до складу новоутвореного самоврядування, станом на 1 січня 2017 року чисельність населення становила 10 957 осіб: у місті Пайде мешкали 8 226 жителів, у волості Пайде — 1 663 особи, у волості Роосна-Алліку — 1 068 осіб.

## Населені пункти
Адміністративний центр — місто Пайде (Paide linn).
На території самоврядування також розташовані:
селище Роосна-Алліку (Roosna-Alliku alevik);
40 сіл (küla):
Аллік'ярве (Allikjärve), Анна (Anna), Валасті (Valasti), Валґма (Valgma), Ведрука (Vedruka), Вескіару (Veskiaru), Виибу (Võõbu), Війзу (Viisu), Віраксааре (Viraksaare), Ейвере (Eivere), Есна (Esna), Каарука (Kaaruka), Кігме (Kihme), Кіріла (Kirila), Кірісааре (Kirisaare), Кодазема (Kodasema), Коорді (Koordi), Корба (Korba), Крійлевялья (Kriilevälja), Мустла-Нимме (Mustla-Nõmme), Мустла (Mustla), Мюнді (Mündi), Мяекюла (Mäeküla), Мяо (Mäo), Нурме (Nurme), Нурмсі (Nurmsi), Оеті (Oeti), Отіку (Otiku), Оякюла (Ojaküla), Пікакюла (Pikaküla), Пряема (Prääma), Пуйату (Puiatu), Пурді (Purdi), Сарґвере (Sargvere), Сейнапалу (Seinapalu), Симеру (Sõmeru), Сіллаотса (Sillaotsa), Суурпалу (Suurpalu), Тарб'я (Tarbja), Тяннапере (Tännapere).

## Символіка
Символами самоврядування залишаються герб та прапор, що належали місту-муніципалітету Пайде до об'єднання.

## Історія
26 лютого 2015 року рада міста Пайде відповідно до Закону про організацію роботи місцевих самоврядувань, Закону про адміністративний поділ території Естонії та Закону про сприяння об'єднанню одиниць місцевого самоврядування запропонувала всім волостям повіту Ярвамаа розпочати переговори про утворення єдиної одиниці самоврядування, яка б охоплювала всю територію повіту. Волосні ради Тюрі та Койґі відмовились від участі в переговорах.
17 грудня 2015 року Пайдеська міська рада знову виступила з пропозицією про об'єднання лише центральних волостей повіту: Пайде, Вяетса, Роосна-Алліку, Кареда, Койґі та Імавере. З іншого боку волосна рада Ярва-Яані 28 січня 2016 року запропонувала почати переговори про об'єднання радам сімох волостей повіту Ярвамаа: Албу, Амбла, Імавере, Кареда, Коеру, Койґі та Роосна-Алліку.
Волосні ради Пайде та Роосна-Алліку відповідно 28 січня і 26 лютого 2016 року ухвалили рішення дати згоду на проведення переговорів з міською радою Пайде про впровадження змін в адміністративно-територіальному устрої з метою створити нову адміністративну одиницю.
29 березня 2016 року волость Коеру повторила пропозицію міської ради Пайде, запропонувавши створити єдине самоврядування в повіті. Проте пропозиція знов не знайшла прихильників.
12 травня від об'єднання з містом Пайде відмовилася Койґіська волосна рада, а 16 червня аналогічні дії зробили ради Вяетса та Імавере.
15 грудня 2016 року місцеві ради міста Пайде та волостей Пайде і Роосна-Алліку затвердили Договір про об'єднання.
12 січня 2017 року Уряд Естонії прийняв постанову № 12 про утворення нової адміністративної одиниці — міського самоврядування Пайде — шляхом злиття територій міста-муніципалітету Пайде та волостей Пайде і Роосна-Алліку. Зміни в адміністративно-територіальному устрої, відповідно до постанови, мали набрати чинності з дня оголошення результатів виборів до міської ради нового самоврядування.
15 жовтня 2017 року в Естонії відбулися вибори в органи місцевої влади. Утворення міського самоврядування Пайде набуло чинності 25 жовтня 2017 року. Волості Пайде та Роосна-Алліку вилучені з «Переліку адміністративних одиниць на території Естонії».